# Dinotefuran
Dinotefuran ist eine chemische Verbindung aus der Gruppe der Nitroguanidine. Das Insektizid wurde 2002 von Mitsui Chemicals eingeführt. Es wirkt durch Hemmung der nikotinischen Acetylcholinrezeptoren. Dinotefuran gehört zur 3. Generation der Neonicotinoide, unter denen es das einzige halogenfreie darstellt.

## Verwendung
Dinotefuran kann gegen eine Vielzahl von Insekten eingesetzt werden. Typische Anwendungsgebiete sind der Obst- und Gemüseanbau, Reisanbau und Schädlingsbekämpfung auf Rasenflächen. Zielorganismen sind dabei unter anderem Wollschildläuse, Schmierläuse, Thripse und Zikaden.

## Zulassung
In den Staaten der EU und in der Schweiz sind keine Pflanzenschutzmittel mit diesem Wirkstoff zugelassen.